# 汉斯-约阿希姆·瓦尔德
汉斯-约阿希姆·瓦尔德（德語：Hans-Joachim Walde，1942年6月28日—2013年4月18日），德国男子田径运动员。他曾代表德国联队、西德参加1964年、1968年和1972年夏季奥林匹克运动会田径比赛，获得一枚银牌和一枚铜牌。